# New Orleans Saints 2006

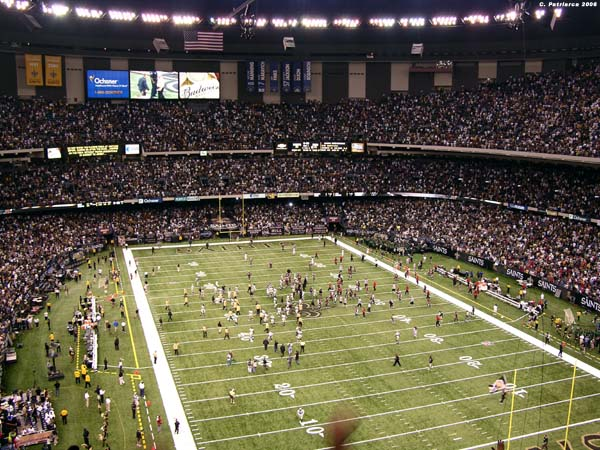
Il Louisiana Superdome durante la vittoria dei Saints sui Philadelphia Eagles il 15 ottobre 2006

La stagione 2006 dei New Orleans Saints è stata la 40ª della franchigia nella National Football League.
La stagione iniziò con il ritorno della squadra a New Orleans dopo un anno di esilio per gli effetti dell'Uragano Katrina. Guidata dal nuovo allenatore Sean Payton e dal nuovo quarterback Drew Brees i Saints disputarono sino a quel momento la miglior stagione della loro storia, raggiungendo la finale della National Football Conference per la prima volta.
Ritenuto da molti il miglior giocatore dei Saints di tutti i tempi, questa fu la prima stagione di Drew Brees con il club, dopo avere passato 5 stagioni con i San Diego Chargers. I Saints riuscirono a firmarlo dopo che i Miami Dolphins gli preferirono Daunte Culpepper.

## Scelte nel Draft 2006
| Scelte dei Saints nel Draft 2006               |        |                 |               |              |
| Giro                                           | Scelta | Giocatore       | Ruolo         | College      |
| 1                                              | 2      | Reggie Bush     | Running back  | USC          |
| 2                                              | 43     | Roman Harper *  | Safety        | Alabama      |
| 4                                              | 108    | Jahri Evans *   | Guard         | Bloomsburg   |
| 5                                              | 135    | Rob Ninkovich   | Defensive end | Purdue       |
| 6                                              | 171    | Mike Hass       | Wide receiver | Oregon State |
| 6                                              | 174    | Josh Lay        | Cornerback    | Pittsburgh   |
| 7                                              | 210    | Zach Strief     | Guard         | Northwestern |
| 7                                              | 252    | Marques Colston | Wide receiver | Hofstra      |
| * Convocato per almeno un Pro Bowl in carriera |        |                 |               |              |

## Roster
| Roster dei New Orleans Saints nel 2005 |
| --- |
| Quarterback - 9 Drew Brees - 10 Jamie Martin Running Back - 35 Jamaal Branch - 25 Reggie Bush - 44 Mike Karney FB - 25 Fred McAfee - 26 Deuce McAllister - 27 Aaron Stecker Wide Receiver - 12 Marques Colston - 16 Lance Moore - 18 Terrance Copper - 19 Devery Henderson - 84 Michael Lewis - 87 Joe Horn - 89 Jamal Jones Tight End - 80 Mark Campbell - 82 Nate Lawrie - 83 Billy Miller - 86 John Owens Offensive Linemen - 47 Kevin Houser C - 52 Jeff Faine C - 61 Montrae Holland G - 64 Zach Strief T - 67 Jamar Nesbit G - 70 Jammal Brown T - 73 Jahri Evans G - 76 Jonathan Goodwin C - 78 Jon Stinchcomb T - 79 Rob Petitti T Defensive Linemen - 66 Brian Young DT - 77 Rodney Leisle DT - 91 Will Smith DE - 93 Rob Ninkovich DE - 94 Charles Grant DE - 95 Trevor Johnson DE - 96 Antwan Lake DE - 97 Josh Cooper DE - 98 Willie Whitehead DE - 99 Hollis Thomas DT Linebacker - 37 Steve Gleason LB - 51 Terrence Melton OLB - 53 Mark Simoneau ILB - 54 Danny Clark OLB - 55 Scott Fujita OLB - 56 Alfred Fincher OLB - 58 Scott Shanle OLB Defensive Back - 20 Jay Bellamy FS - 21 Jason Craft CB - 22 Fred Thomas CB - 23 Omar Stoutmire FS - 24 Bryan Scott DB - 28 DeJuan Groce CB - 29 Josh Bullocks FS - 34 Mike McKenzie CB - 39 Curtis DeLoatch CB - 41 Roman Harper SS Special Team - 3 John Carney K - 4 Billy Cundiff K - 7 Steve Weatherford P - 47 Kevin Houser LS Lista delle riserve - 85 Ernie Conwell TE Squadra di allenamento - 18 Mike Hass WR - 33 Keith Joseph RB - Josh Lay CB |
| Legenda - I rookie sono in corsivo. - Il primo ruolo è il principale mentre gli eventuali successivi indicano i ruoli secondari. - (IR) sta per Injured Reserve ed indica la lista ristretta per un solo giocatore infortunato che può tornare ad allenarsi dopo la settimana 6 e a rientrare in prima squadra dopo che questa ha giocato 8 partite. - (NF-Inj.) / (NF-Ill.) stanno rispettivamente per Non-Football Injured e Non-Football Illness ed indicano le liste dove viene inserito un giocatore che ha un infortunio o una malattia non dipendente dal football americano. - (PUP) sta per Physically Unable to Perform ed indica la lista dove viene inserito un giocatore mentre è in attesa di recuperare la condizione fisica. Nella stagione regolare dopo la sesta partita giocata dalla propria squadra, il giocatore ha tempo tre settimane per riprendere ad allenarsi, più tre settimane aggiuntive dal suo rientro agli allenamenti per rientrare in prima squadra. |

## Calendario
| Stagione regolare |                         |                    |                    |                          |
| Turno             | Avversario              | Risultato          | Record             | Stadio                   |
| 1                 | at Cleveland Browns     | V 19–14            | 1–0                | Cleveland Browns Stadium |
| 2                 | at Green Bay Packers    | V 34–27            | 2–0                | Lambeau Field            |
| 3                 | Atlanta Falcons         | V 23–3             | 3–0                | Louisiana Superdome      |
| 4                 | at Carolina Panthers    | S 18–21            | 3–1                | Bank of America Stadium  |
| 5                 | Tampa Bay Buccaneers    | V 24–21            | 4–1                | Louisiana Superdome      |
| 6                 | Philadelphia Eagles     | V 27–24            | 5–1                | Louisiana Superdome      |
| 7                 | Settimana di pausa      | Settimana di pausa | Settimana di pausa | Settimana di pausa       |
| 8                 | Baltimore Ravens        | S 22–35            | 5–2                | Louisiana Superdome      |
| 9                 | at Tampa Bay Buccaneers | V 31–14            | 6–2                | Raymond James Stadium    |
| 10                | at Pittsburgh Steelers  | S 31–38            | 6–3                | Heinz Field              |
| 11                | Cincinnati Bengals      | S 16–31            | 6–4                | Louisiana Superdome      |
| 12                | at Atlanta Falcons      | V 31–13            | 7–4                | Georgia Dome             |
| 13                | San Francisco 49ers     | V 34–10            | 8–4                | Louisiana Superdome      |
| 14                | at Dallas Cowboys       | V 42–17            | 9–4                | Texas Stadium            |
| 15                | Washington Redskins     | S 10–16            | 9–5                | Louisiana Superdome      |
| 16                | at New York Giants      | V 30–7             | 10–5               | Giants Stadium           |
| 17                | Carolina Panthers       | S 21–31            | 10–6               | Louisiana Superdome      |

Nota: Gli avversari della propria division sono in grassetto.

### Playoff
| Playoff          |                                           |                                           |                                           |                                           |                                           |
| Turno            | Data                                      | Avversario                                | Risultato                                 | Record                                    | Stadio                                    |
| Wildcard Round   | Qualificati direttamente al secondo turno | Qualificati direttamente al secondo turno | Qualificati direttamente al secondo turno | Qualificati direttamente al secondo turno | Qualificati direttamente al secondo turno |
| Divisional Round | 13 gennaio 2007                           | Philadelphia Eagles (3)                   | V 27–24                                   | 1–0                                       | Louisiana Superdome                       |
| NFC Championship | 21 gennaio 2007                           | at Chicago Bears (1)                      | S 14–39                                   | 1–1                                       | Soldier Field                             |

## Classifiche
| NFC South              |    |    |   |      |     |      |     |     |     |
|                        | V  | S  | P | %    | DIV | CONF | PF  | PS  | STR |
| (2) New Orleans Saints | 10 | 6  | 0 | .625 | 4–2 | 9–3  | 413 | 322 | S1  |
| Carolina Panthers      | 8  | 8  | 0 | .500 | 5–1 | 6–6  | 270 | 305 | V2  |
| Atlanta Falcons        | 7  | 9  | 0 | .438 | 3–3 | 5–7  | 292 | 328 | S3  |
| Tampa Bay Buccaneers   | 4  | 12 | 0 | .250 | 0–6 | 2–10 | 211 | 353 | S1  |

## Premi
- Sean Payton:

allenatore dell'anno